# Johann Leopold von Hay

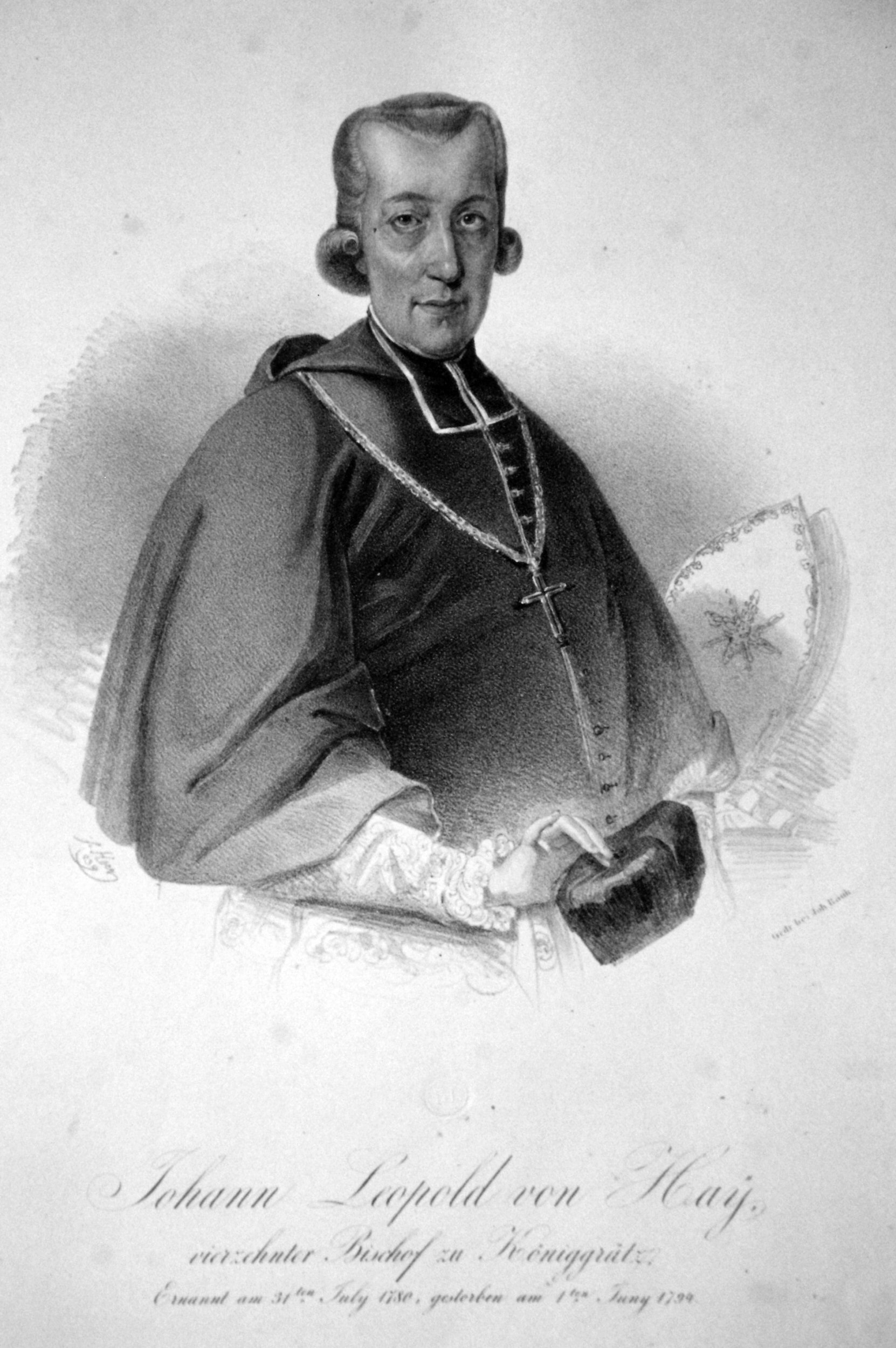
Johann Leopold Hay, Lithographie von Faustin Herr, 1839

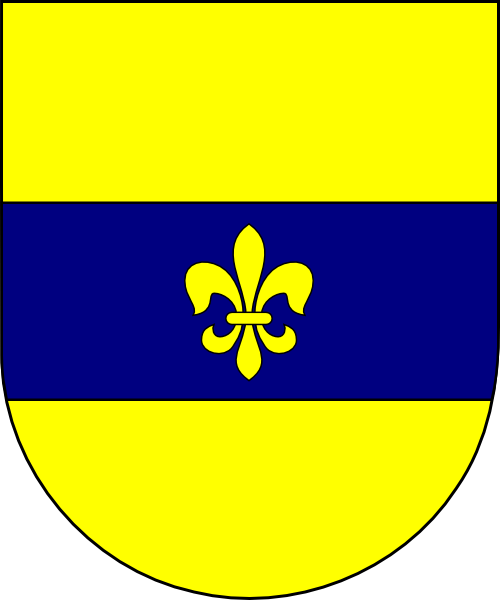
Wappen Johann Leopold von Hay, Bischof von Königgrätz (1780–1794)

Johann Leopold von Hay (auch: Johann Leopold Ritter von Hay; tschechisch: Jan Leopold z Haye; * 22. April 1735 in Fulnek; † 1. Juni 1794 in Chrast) war Bischof von Königgrätz.

## Werdegang
Als Sohn eines Oberamtmannes studierte er nach dem Besuch des Piaristengymnasiums Theologie in Olmütz, wo er am 23. September 1758 zum Priester geweiht wurde. Anschließend war er Sekretär der Bischöfe Leopold II. Friedrich von Egkh und Hungersbach sowie Maximilian von Hamilton und stieg zum Konsistorialassessor auf. 1770 wurde er Kapitelsdekan und Pfarrer der Kirche „Unsere Liebe Frau“ in Kremsier. 1775 wurde er in den Ritterstand erhoben und als Propst des Nikolsburger Kapitels berufen.
Von Nikolsburg aus geriet er in Kontakt mit Vertretern des Wiener Reformkatholizismus. Wohl deshalb wurde er durch Maria Theresia in eine Kommission berufen, die die Ursachen für religiöse Unruhen und Glaubensübertritte zum Protestantismus in der Mährischen Walachei untersuchen und beseitigen sollte. Mit Erlaubnis der Kaiserin nahm er seinen ständigen Wohnsitz in Vsetín, wo er seelsorgliche Maßnahmen veranlasste, um die Rückführung der bäuerlichen Bevölkerung zur Katholischen Kirche zu erreichen. Da er schroffe Methoden ablehnte, sollte die Seelsorge durch den Einsatz zusätzlicher Priester verbessert und die Bekehrung durch die Heilige Schrift und den jansenistischen Katechismus erfolgen. Zudem ließ er mit Unterstützung der Kaiserin tschechische Bibeln verteilen.

## Bischof von Königgrätz
Wohl als Anerkennung seiner Verdienste nominierte Kaiserin Maria Theresia in ihrer Eigenschaft als König(in) von Böhmen Johann Leopold von Hay am 29. Juli 1780 zum Bischof von Königgrätz, das ebenfalls als eine religiös gefährdete Region galt. Der päpstlichen Bestätigung vom 11. Dezember d. J. folgte am 11. März 1781 in Wien die Bischofsweihe durch Erzbischof Migazzi.
Auch als Bischof bekannte sich Hay zum Reformkatholizismus und das durch Joseph II. erlassene Toleranzpatent, für das er bei seinem Klerus um Verständnis warb, wobei er auch den Respekt vor den Andersgläubigen betonte. Obwohl ihm seine Haltung bei der Kurie und in kirchenkonservatien Kreisen verübelt wurde, ernannte ihn Joseph II. 1782 zum Kommissar für die Überwachung und Durchführung des Toleranzpatentes in Ostböhmen.
Durch die durch Joseph II. veranlasste Änderung von Diözesangrenzen 1783 erhielt die Diözese Königgrätz 141 Pfarreien aus dem Sprengel der Erzdiözese Prag. 1786 erließ Bischof Hay neue Kirchenvorschriften und veranlasste 1787 den Bau eines Priesterhauses, an dem die Königgrätzer Priesteramtskandidaten nach Abschluss des Prager Generalseminars in der Seelsorge ausgebildet werden sollten. Auch mit der Gründung des Königgrätzer Minoritenklosters 1788 sollte dem Priestermangel begegnet werden. 1786 weihte Hay den Slawisten Josef Dobrovský zum Priester, nachdem ihm die Weihe durch den Prager Erzbischof Wilhelm Florentin von Salm-Salm verweigert worden war und empfahl ihn zudem als Rektor des mährischen Generalseminars, das im Kloster Hradisko untergebracht war.
Zur Verbesserung der wirtschaftlichen Situation seiner Untergebenen förderte Hay die Vermittlung von Kenntnissen im Ackerbau und in der Viehzucht. Zu seinen Anliegen gehörte auch die Armenspeisung und die Verteilung von Heiratsausstattungen für mittellose Mädchen. Aus eigenen Mitteln finanzierte er an mehreren Schulen den Unterricht für weibliche Handarbeit. Nach seinem Tod wurde er wegen seines karitativen Wirkens noch lange verehrt.

## Werke
- Epistola Circularis Authentica Joannis Leopoldi Ab Hay , Dei, Et Apostolicae Sedis Gratia Episcopi Reginae-Hradecensis Ad Clerum Tam Saecularem, Quam Regularem Suae Dioecesis, Data die 20. Novembris 1781. Frankfurt am Mayn : bei den Eichenbergischen Erben, 1781 Digitalisat